# South Point (Australien)
South Point (engl. für Südpunkt) ist der südlichste Punkt des australischen Festlands und liegt auf der Halbinsel Wilsons Promontory im Wilsons-Promontory-Nationalpark im South Gippsland Shire (Bundesstaat Victoria). Eine Vielzahl von zu Australien gehörenden Inseln liegt allerdings südlicher als South Point, allen voran Tasmanien mit dem südlichsten Punkt Südostkap (ca. 499 Kilometer weiter südlich), daneben aber mehrere kleinerer und weiter vom Festland entfernte Inseln. Die südlichste Insel im australischen Hoheitsgebiet ist die Macquarieinsel (Koordinaten: 54°30' S, 158°57' O), die nicht nur erheblich weiter im Osten, sondern auch 1.735 Kilometer weiter im Süden liegt als South Point.

Foto
Schild. Am Horizont die 10 km entfernte, bereits zum Bundesstaat Tasmanien gehörige Rodondo Island
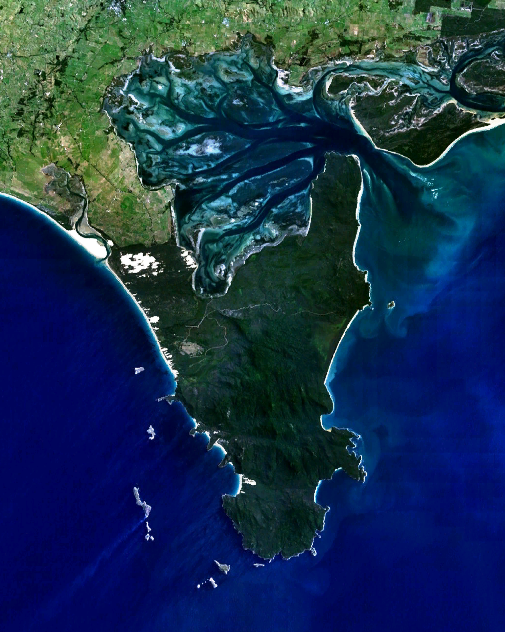
NASA-World-Wind-Satellitenaufnahme des Wilsons Promontory

Koordinaten: 39° 8′ 12,1″ S, 146° 22′ 27,1″ O